# Enchufe

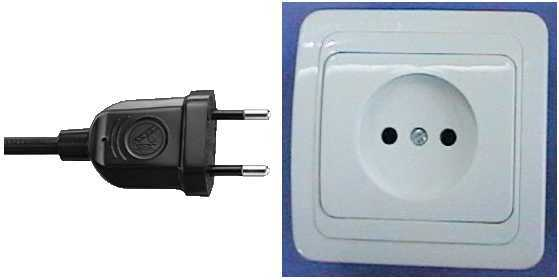
Enchufe de tipo C de 2,5 Amperios: clavija (izq.) y toma corriente (der.), empotrada en pared.

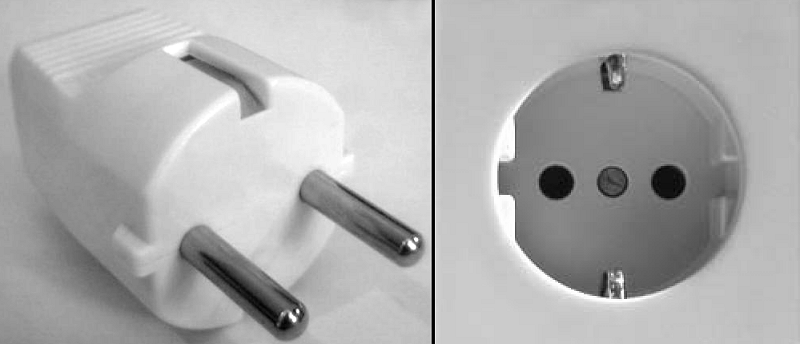
Enchufe de tipo Schuko de 16 A, clavija (izq.) y tomacorriente o base (der.).

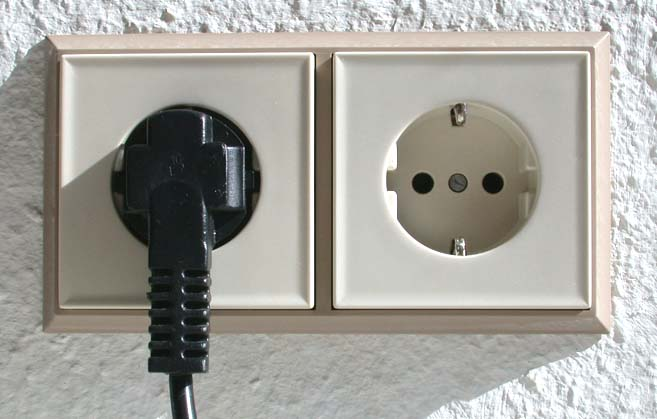
Base de toma doble, con una clavija conectada

Un enchufe está formado por dos elementos: clavija y base, toma de corriente o tomacorriente, que se conectan uno al otro para establecer una conexión que permita el paso de la corriente eléctrica.
Este mecanismo forma un circuito eléctrico al encajar el conector móvil (patillas o pines, generalmente dos o tres, en los enchufes domésticos) situado en el extremo del cable de un dispositivo, con la base (tomacorriente o enchufe hembra) fijada en un alargador, un equipo o en una pared de la edificación.

## Enchufe macho o clavija
Un enchufe macho o clavija es una pieza de material aislante de la que sobresalen varillas o espigas metálicas, llamadas patillas o  pines, que se introducen en el enchufe hembra para establecer la conexión eléctrica. Por lo general, se encuentra en el extremo del cable de un dispositivo. Su función es establecer una conexión eléctrica con la toma de corriente que se pueda manipular con seguridad. 
Existen clavijas de distintos tipos y formas, que varían según las necesidades y normas de cada producto o país, como pueden ser las clavijas acodada extraplana, que permite la conexión, con un ángulo de 90 grados, de cualquier cable en aquellos lugares donde el espacio es muy reducido, por ejemplo, detrás de un mueble o de un sofá).

## Enchufe hembra o toma de corriente
El enchufe hembra base o toma de corriente, generalmente se sitúa en la pared, ya sea colocado de forma superficial (“enchufe de superficie”) o empotrado en la pared montado en una caja (o “toma de corriente empotrado”), siendo éste el más común. Como mínimo, constan de dos piezas metálicas, que reciben a sus homólogas macho, para permitir la circulación de la corriente eléctrica. Estas piezas metálicas quedan fijadas a la red eléctrica por tornillos o, actualmente con mayor frecuencia, por medio de unas pletinas plásticas que, al ser empujadas, permiten la entrada del hilo conductor y al dejar de ejercer presión sobre ellas, unas chapas apresan el hilo, impidiendo su salida.

### Base de superficie
La base de superficie, en el pasado, ha sido muy utilizado para instalaciones antiguas por su facilidad de instalación, al no precisar de obras. Sigue siendo utilizado para ampliar (a menudo de manera fraudulenta y peligrosa) las instalaciones principales, normalmente del tipo empotrado, por esas mismas razones. Existen líneas de fabricación de este tipo de producto destinadas específicamente a lugares rústicos o casas antiguas, cuyo exterior se asemeja a los primeros interruptores, y a menudo, fabricados con materiales como la porcelana o la baquelita.

### Base empotrada
En la base empotrada, la mayor parte del artefacto queda dentro de la pared, en un hueco perforado, quedando acondicionado mediante una caja metálica o de material termoplástico. El cajillo alberga la parte del enchufe hembra donde se conectan los cables.
La parte exterior sirve para impedir el contacto con las partes con tensión y para embellecer el aspecto del artefacto. En la actualidad, la parte exterior viene separada de la interior, incluso se suelen vender por separado. Es importante señalar que existen, en cada país, estándares de medida.

## Mecanismos eléctricos
Los enchufes, interruptores, conmutadores, pulsadores y cruzamientos, constituyen lo que se denominan mecanismos eléctricos. El mecanismo completo suele estar compuesto del mecanismo, tapa, bastidor y marco y cerquillo.
Los mecanismos pueden ser empotrados, de superficie, libres o, incluso, de enchufe.

## Estandarización básica

Tipos de enchufe en el mundo.

Los enchufes (tanto machos como hembras) se han estandarizado para favorecer la seguridad, garantía y capacidad de sustitución de los mecanismos. Cada país tiene sus propias normas de estandarización. A nivel internacional las normas ISO, en Europa las normas del Comité Europeo de Normalización (CEN), en España las Normas UNE y en Argentina las Normas IRAM, agrupan una serie de reglamentaciones. Sin embargo, existen diferencias de criterio, y aún países como Irlanda y el Reino Unido continúan teniendo diferentes tipos de enchufes que el resto de Europa. También hay problemas de estandarización a este respecto en Francia y algunos países de Europa del Este, aunque son menores.
En Europa, existen principalmente dos tipos de enchufes: el Tipo C, de patilla fina y sin toma de tierra, y el Tipo F, también denominado schuko (inventado en Alemania) con dos patillas que pueden ser finas (3,2 mm de diámetro) o gruesas (4,8 mm de diámetro) y toma de tierra lateral por contacto.
También existen diferencias de normalización en el tamaño de las cajas empotrables y sus características; el cajillo tradicional rectangular, originario de Estados Unidos, ha sido sustituido por un estándar europeo cuadrado.
Existen numerosos tipos de enchufes regidos por normas estándares a nivel geográfico, que dependen de numerosos factores, como la tensión, amperaje (intensidad), seguridad, etcétera, y que afectan al tamaño, formas y materiales empleados para su fabricación.
En la Unión Europea (UE), los enchufes domésticos funcionan con corriente alterna (CA) a 230 voltios (V) y 50 hercios (Hz). Además, en todos los países de la UE (excepto Chipre, Irlanda y Malta) se utilizan enchufes de tres contactos (partes metálicas), dos a los costados y un tercero en la parte superior o inferior del enchufe. Las dos varillas conectan una fase y el neutro, y el tercer contacto el cable de tierra que conecta todas las piezas metálicas de los dispositivos eléctricos con la toma de tierra, para evitar posibles descargas al usuario.

## Tipos de tomas de corriente
Las letras utilizadas a continuación no se corresponden con las designadas por sus respectivas normas. Las clavijas y tomacorrientes fueron asignadas al azar, de esta forma por una publicación del Departamento de Comercio de Estados Unidos y desde entonces han sido utilizadas en todo el mundo para las comparaciones.

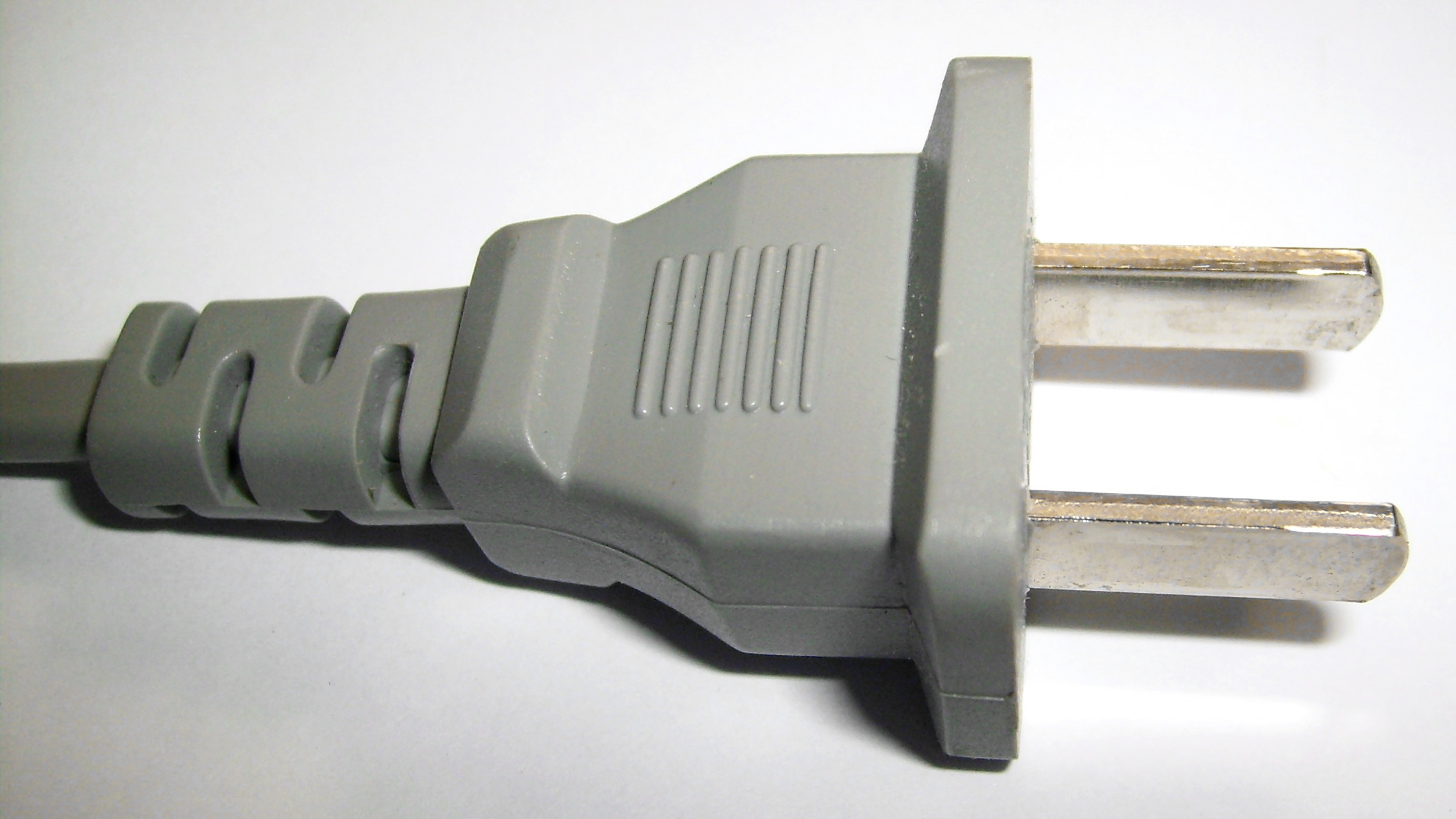
Tipo A, NEMA 1, de 2 contactos. Colombia, Ecuador, El Salvador, Estados Unidos,  Honduras, México, Nicaragua, Perú, Panamá, República Dominicana y Venezuela.
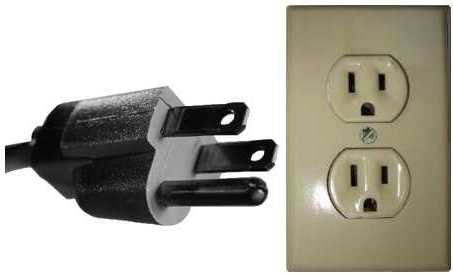
Tipo B, NEMA 5, de 3 contactos. Colombia, Ecuador, El Salvador, Estados Unidos, Honduras, México, Nicaragua, Perú, Panamá, República Dominicana y Venezuela.
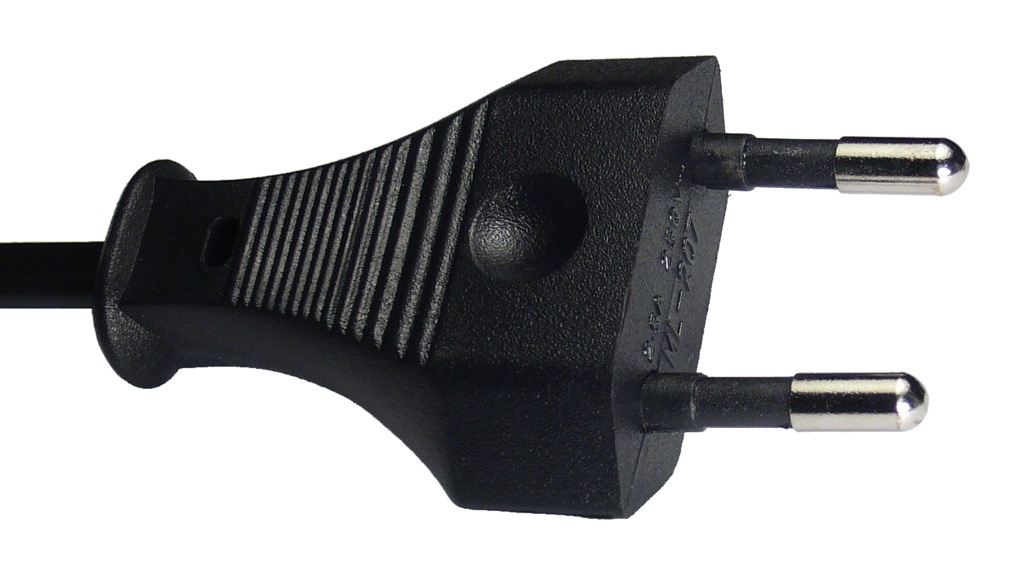
Tipo C, Europlug. Chile, Europa, Paraguay, Perú y Uruguay.
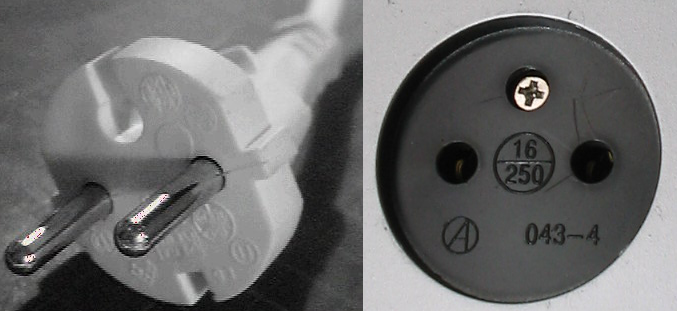
Tipo C, CEE 7/17.
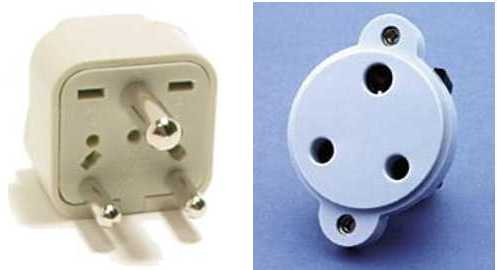
Tipo D, BS 546.
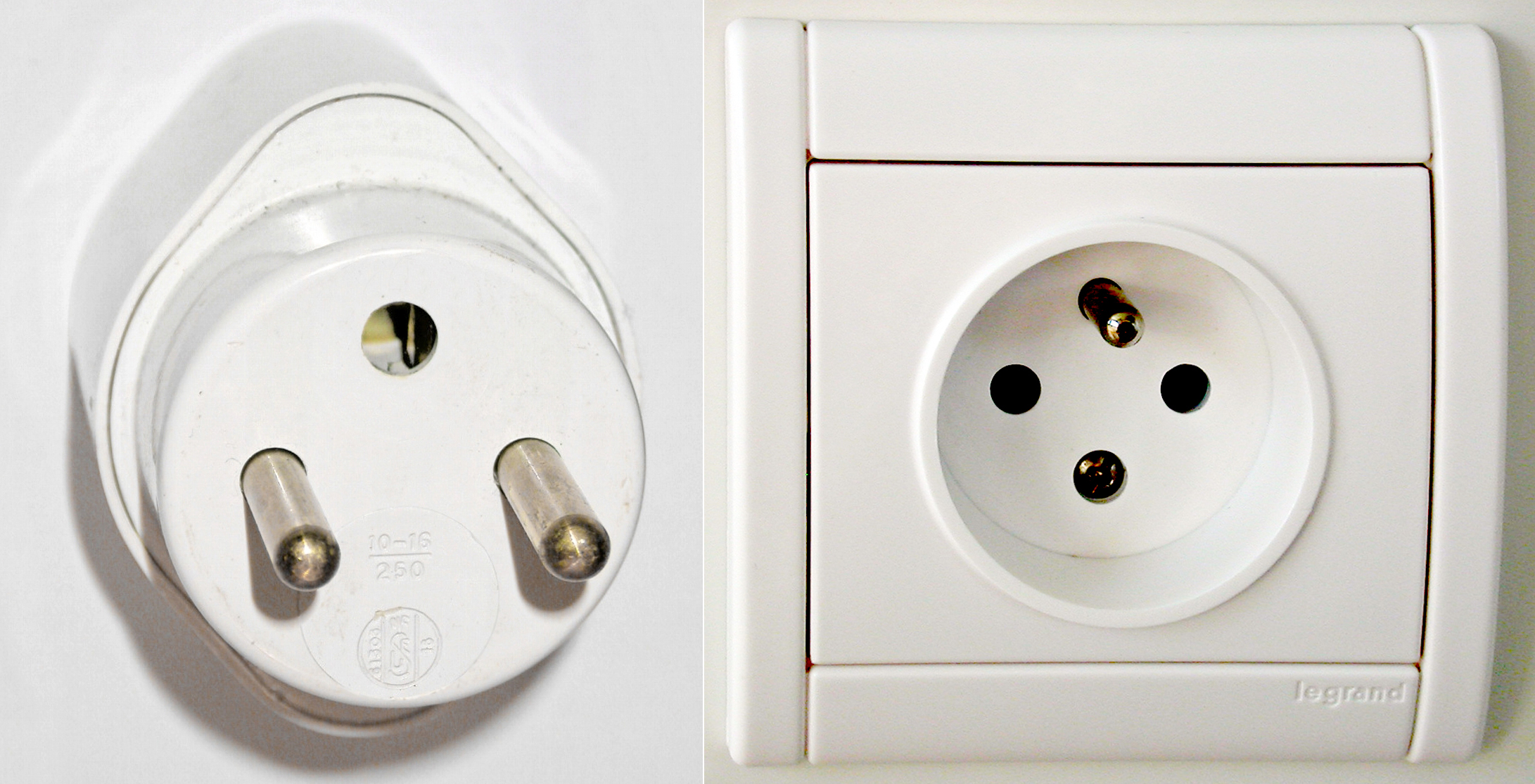
Tipo E, CEE 7/5. Francés.
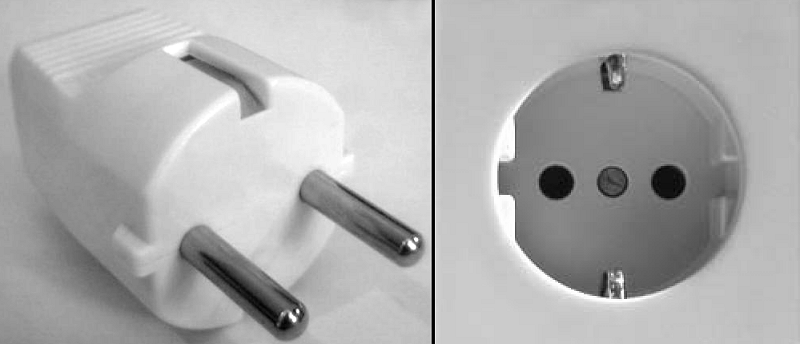
Tipo F, CEE 7/4, Schuko.
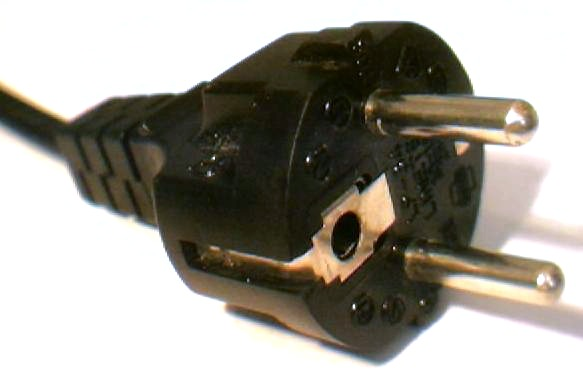
Tipo E+F (CEE 7/7).
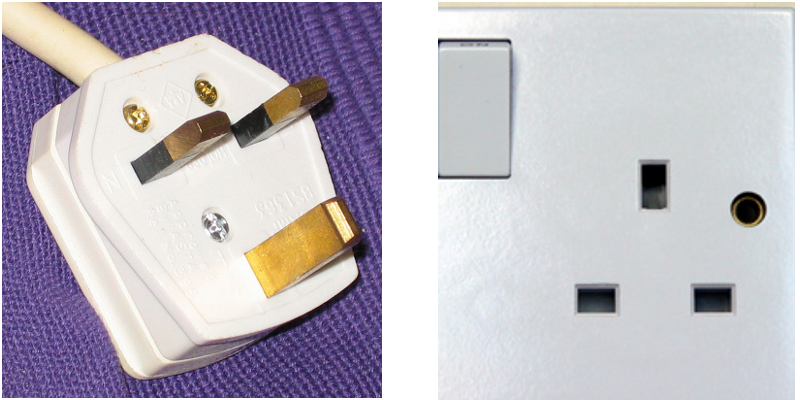
Tipo G, BS 1363.[7] Gran Bretaña, Hong Kong e Irlanda. Utilizado para microondas y cocinas eléctricas.
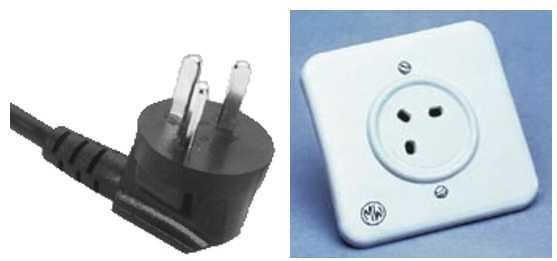
Tipo H, SI-32. Israel.
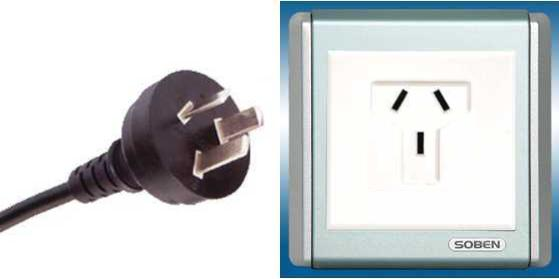
Tipo I, . Argentina (IRAM 2071; 2063 y 2073). Australia y Nueva Zelanda (AS/NZ 3112).
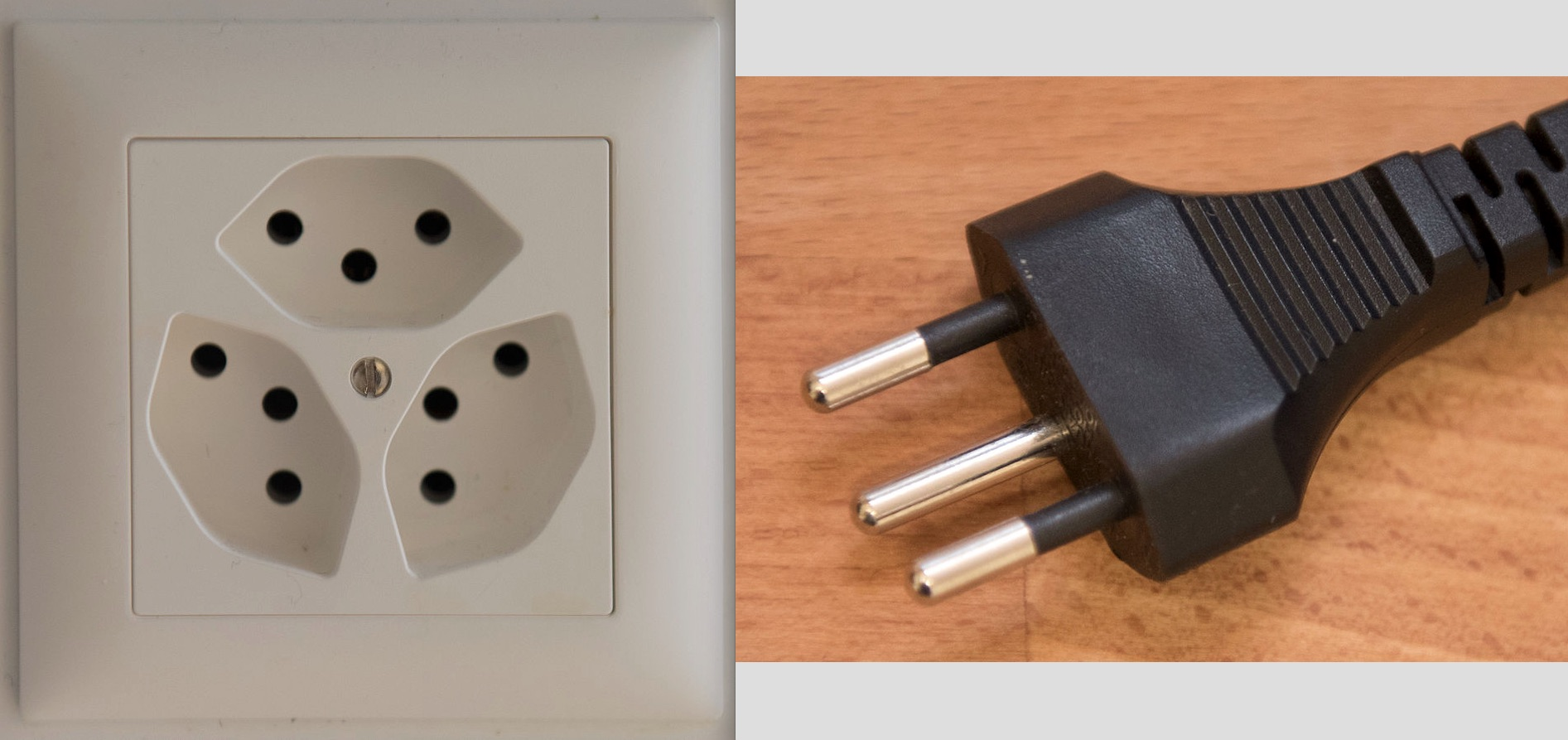
Tipo J, SEV 1011. Suiza.
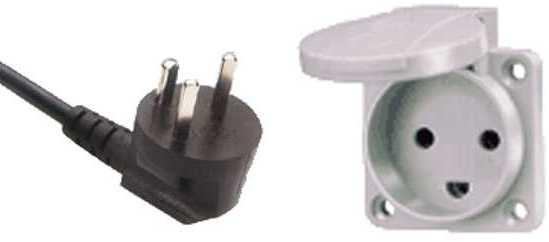
Tipo K, Afsnit 107-2-D1. Dinamarca.
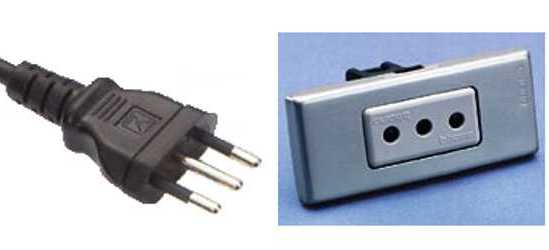
Tipo L, CEI 23-16 VII. Chile, Italia, Uruguay.
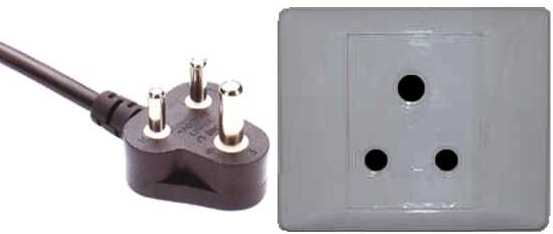
Tipo M, BS 546, tipo antiguo del G (India, Sudáfrica, etc.).
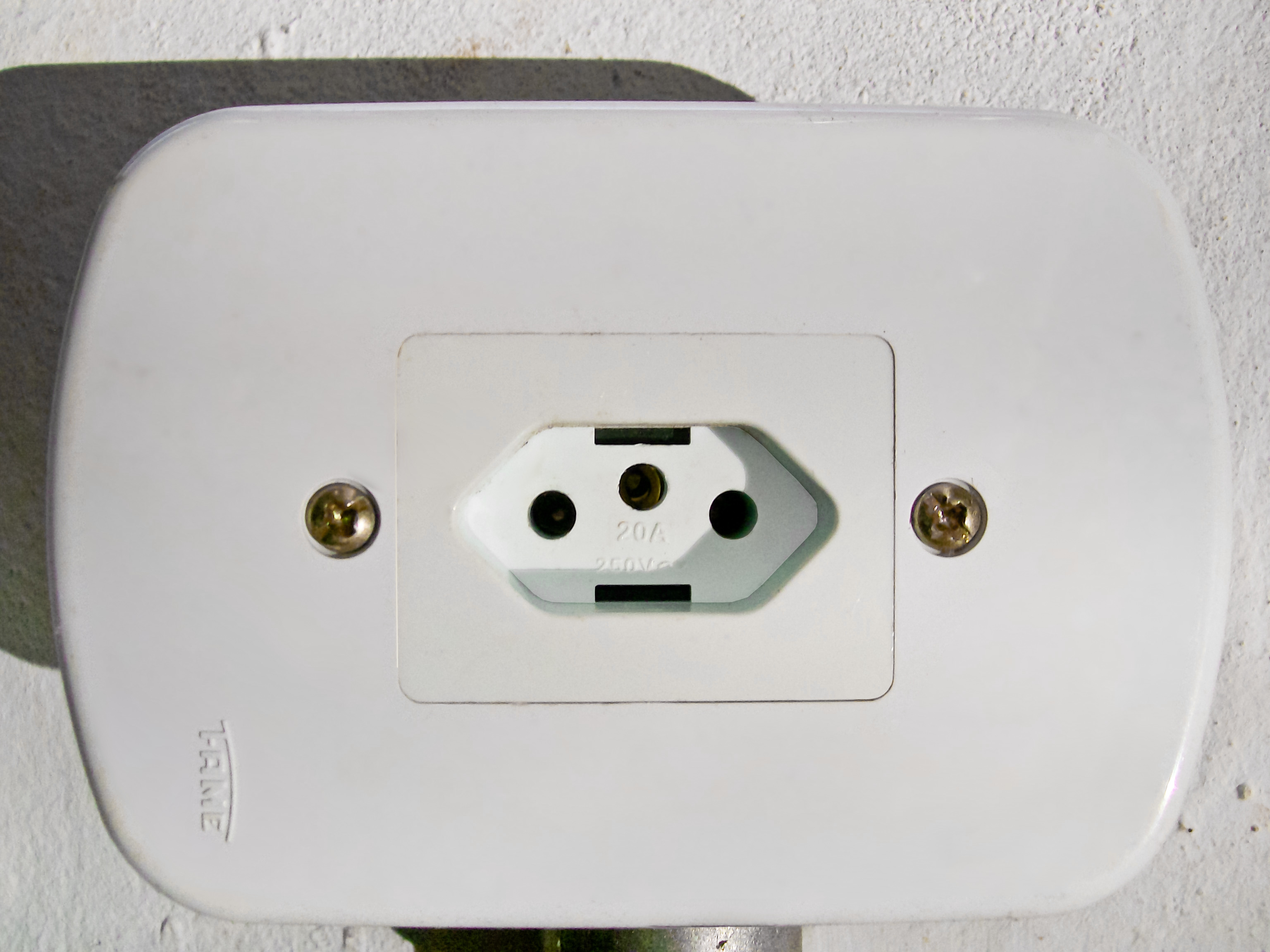
Tipo N.[8] IEC 60906-1 Brasil.

## Galería

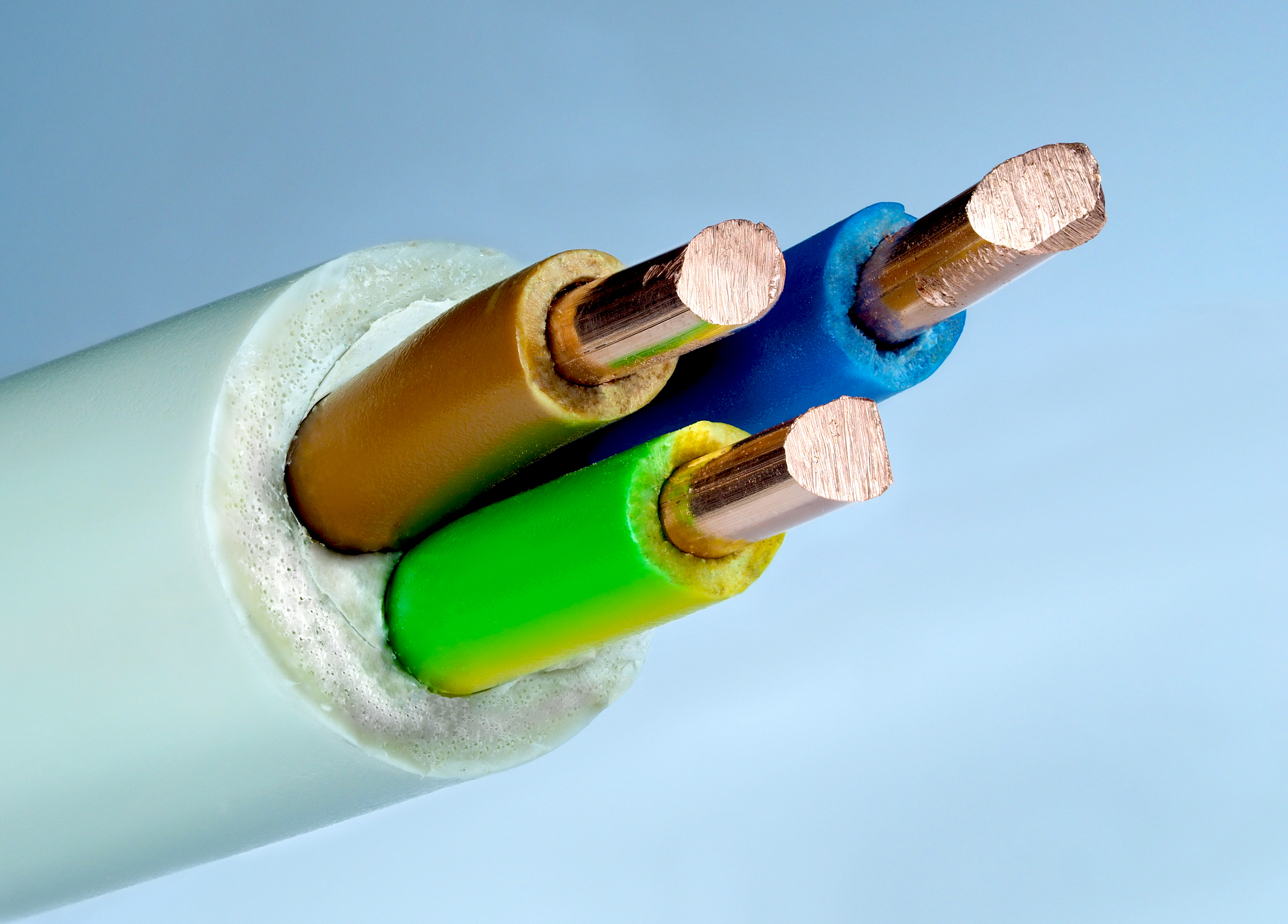
Cable con 3 conductores de 2,5 mm² (sección transversal) para electrificación doméstica. Cumple con los colores estándar según la CEI.